# روس غريغوري
روس غريغوري (27 فبراير 1916 في أستراليا - 10 يونيو 1942 في بنغلاديش) (بالإنجليزية: Ross Gregory)‏ هو لاعب كريكت أسترالي. شارك مع منتخب أستراليا الوطني للكريكت. أما مع فريق رياضي، فقد لعب مع فريق فكتوريا للكريكت.

## وصلات خارجية
- روس غريغوري على موقع إي آس بي آن كريك إنفو (الإنجليزية)